# Премія «Ґреммі» найкращому новому виконавцю
Премія «Ґреммі» найкращому новому виконавцю або Премія «Греммі» найкращому новому виконавцю (англ. Grammy Award for Best New Artist) — нагорода, яку вручає Національна академія мистецтва і науки звукозапису США для вшанування нових виконавців в музичній індустрії. Це одна з чотирьох загальних категорій разом із номінаціями «Альбом року», «Запис року» та «Пісня року». Вперше її вручили на 2-й щорічної церемонії премії «Ґреммі» 1960 року.

## Переможці
За увесь час премії «Ґреммі» найкращому новому виконавцю вона була пропущена у 1967 році. Це також єдина категорія, в якій національна академія скасували переможця. Це сталося з гуртом Milli Vanilli після того, як стало відомо, що вони використовували фонограми інших вокалістів.

### 1960 — 1969
| Рік  | Переможці      | Фото |
| ---- | -------------- | ---- |
| 1960 | Боббі Дарін    |      |
| 1961 | Боб Ньюгарт    |      |
| 1962 | Пітер Нерон    |      |
| 1963 | Роберт Гуле    |      |
| 1964 | Ворд Свінгл    |      |
| 1965 | The Beatles    |      |
| 1966 | Том Джонс      |      |
| 1968 | Боббі Джентрі  |      |
| 1969 | Хосе Фелісіано |      |

### 1970 — 1979
| Рік  | Переможці             | Фото |
| ---- | --------------------- | ---- |
| 1970 | Crosby, Stills & Nash |      |
| 1971 | The Carpenters        |      |
| 1972 | Карлі Саймон          |      |
| 1973 | America               |      |
| 1974 | Бетт Мідлер           |      |
| 1975 | Марвін Гемліш         |      |
| 1976 | Наталі Коул           |      |
| 1977 | Starland Vocal Band   |      |
| 1978 | Деббі Бун             |      |
| 1979 | A Taste of Honey      |      |

### 1980 — 1989
| Рік  | Переможці                   | Фото |
| ---- | --------------------------- | ---- |
| 1980 | Рікі Лі Джонс               |      |
| 1981 | Крістофер Кросс             |      |
| 1982 | Шіна Істон                  |      |
| 1983 | Men at Work                 |      |
| 1984 | Culture Club                |      |
| 1985 | Сінді Лопер                 |      |
| 1986 | Шаде Аду                    |      |
| 1987 | Bruce Hornsby and the Range |      |
| 1988 | Джоді Вотлі                 |      |
| 1989 | Трейсі Чепмен               |      |

### 1990 — 1999
| Рік  | Переможці                 | Фото |
| ---- | ------------------------- | ---- |
| 1990 | Milli Vanilli (скасовано) |      |
| 1991 | Мерая Кері                |      |
| 1992 | Марк Кон                  |      |
| 1993 | Arrested Development      |      |
| 1994 | Тоні Брекстон             |      |
| 1995 | Шерил Кроу                |      |
| 1996 | Hootie & the Blowfish     |      |
| 1997 | Ліенн Раймс               |      |
| 1998 | Пола Коул                 |      |
| 1999 | Лорін Гілл                |      |

### 2000 — 2009
| Рік  | Переможці        | Фото |
| ---- | ---------------- | ---- |
| 2000 | Крістіна Агілера |      |
| 2001 | Шелбі Лінн       |      |
| 2002 | Аліша Кіз        |      |
| 2003 | Нора Джонс       |      |
| 2004 | Evanescence      |      |
| 2005 | Maroon 5         |      |
| 2006 | Джон Ледженд     |      |
| 2007 | Керрі Андервуд   |      |
| 2008 | Емі Вайнгауз     |      |
| 2009 | Адель            |      |

### 2010 — 2019
| Рік  | Переможці               | Фото |
| ---- | ----------------------- | ---- |
| 2010 | Zac Brown Band          |      |
| 2011 | Есперанса Спалдінг      |      |
| 2012 | Bon Iver                |      |
| 2013 | Fun.                    |      |
| 2014 | Macklemore & Ryan Lewis |      |
| 2015 | Сем Сміт                |      |
| 2016 | Меган Трейнор           |      |
| 2017 | Chance the Rapper       |      |
| 2018 | Алессія Кара            |      |
| 2019 | Дуа Ліпа                |      |

### 2020 — 2025
| Рік  | Переможці           | Фото |
| ---- | ------------------- | ---- |
| 2020 | Біллі Айліш         |      |
| 2021 | Megan Thee Stallion |      |
| 2022 | Олівія Родріґо      |      |
| 2023 | Самара Джой         |      |
| 2024 | Вікторія Моне       |      |
| 2025 | Чаппелл Роун        |      |

## Найвеличніші виконавці, які програли в номінації за версієюBillboard(2019)
У 2019 році видання Billboard опублікувало топ-50 «найвеличніших виконавців», які програли в номінації «Найкращий новий виконавець» на премії «Ґреммі».
| Місце | Виконавець, що програв | Фото | Переможець премії       |
| ----- | ---------------------- | ---- | ----------------------- |
| 10    | Cream                  |      | Хосе Фелісіано          |
| 9     | Брітні Спірс           |      | Крістіна Агілера        |
| 8     | Ед Ширан               |      | Macklemore & Ryan Lewis |
| 7     | Chicago                |      | Crosby, Stills & Nash   |
| 6     | Дрейк                  |      | Есперанса Спалдінг      |
| 5     | Каньє Вест             |      | Maroon 5                |
| 4     | Тейлор Свіфт           |      | Емі Вайнгауз            |
| 3     | Led Zeppelin           |      | Crosby, Stills & Nash   |
| 2     | Eagles                 |      | America                 |
| 1     | Елтон Джон             |      | The Carpenters          |